# Щербатых, Владимир Васильевич
Влади́мир Васи́льевич Щерба́тых (род. 18 марта 1945) — советский легкоатлет, специалист по многоборьям. Выступал на всесоюзном уровне в конце 1960-х — начале 1970-х годов, обладатель бронзовой медали Всемирной Универсиады в Турине, двукратный чемпион СССР в десятиборье, призёр первенств всесоюзного и всероссийского значения. Представлял Пермь и Киров, спортивное общество «Труд». Мастер спорта СССР международного класса. Тренер по лёгкой атлетике.

## Биография
Владимир Щербатых родился 18 марта 1945 года. Занимался лёгкой атлетикой в Перми и Кирове, выступал за добровольное спортивное общество «Труд».
Впервые заявил о себе в десятиборье на всесоюзном уровне в сезоне 1969 года, когда на чемпионате СССР по многоборьям в Сочи с результатом в 7807 очков превзошёл всех соперников и завоевал золотую награду.
Будучи студентом, в 1970 году представлял Советский Союз на Всемирной Универсиаде в Турине — в программе десятиборья набрал 7551 очко и выиграл бронзовую медаль, уступив только своему соотечественнику Николаю Авилову и шведу Леннарту Хедмарку.
В 1972 году на чемпионате СССР по многоборьям в Москве стал шестым, набрав в сумме десятиборья 7812 очка.
В 1973 году с личным рекордом в 7926 очков одержал победу на чемпионате СССР в Москве.
За выдающиеся спортивные достижения удостоен почётного звания «Мастер спорта СССР международного класса».
Впоследствии работал тренером по лёгкой атлетике в Кирове, в частности в 1977—1978 годах занимался подготовкой титулованного многоборца Григория Дегтярёва.
По состоянию на 2019 год по-прежнему проживал в Кирове.